# Буковец (окръг Миява)
Буковец (на словашки: Bukovec) е село в западна Словакия, в Тренчински край, в окръг Миява. Според Статистическа служба на Словашката република към 31 декември 2021 г. селото има 421 жители.
Разположено е на 360 m надморска височина, на 11 km югозападно от Миява. Площта му е 15,47 km². Кмет на селото е Марцела Павескова.